# Giám đốc công nghệ
Giám đốc công nghệ (tiếng Anh: chief technology officer hay viết tắt CTO) là vị trí quản lý cao cấp trong một công ty hay tổ chức với công việc điều hành tập trung vào các vấn đề liên quan đến khoa học và công nghệ.

## Công việc của một CTO
CTO có trách nhiệm:
- Lập kế hoạch và triển khai chiến lược công nghệ; xây dựng tầm nhìn công nghệ dài hạn, đảm bảo sự phù hợp với mục tiêu kinh doanh tổng thể của công ty.
- Quản lý và phát triển sản phẩm; lãnh đạo các nhóm kỹ thuật trong việc phát triển, nâng cấp và bảo trì các sản phẩm công nghệ, đồng thời đảm bảo chất lượng và hiệu suất của sản phẩm.
- Quản lý cơ sở hạ tầng; giám sát và bảo mật hệ thống công nghệ thông tin, cơ sở dữ liệu, đảm bảo hoạt động ổn định và liên tục.
- Xây dựng và phát triển đội ngũ; tuyển dụng, đào tạo và quản lý đội ngũ kỹ thuật, tạo môi trường làm việc chuyên nghiệp và khuyến khích đổi mới sáng tạo.
- Theo dõi xu hướng công nghệ; nghiên cứu và áp dụng các công nghệ mới, như trí tuệ nhân tạo, phân tích dữ liệu lớn, vào hoạt động kinh doanh của công ty; chỉ đạo việc thực hiện chiến lược công nghệ trên các nền tảng công nghệ.